# NGC 2734
NGC 2734 ist eine elliptische Galaxie vom Hubble-Typ E im Sternbild Krebs auf der Ekliptik. Sie ist schätzungsweise 708 Millionen Lichtjahre von der Milchstraße entfernt.
Das Objekt wurde am 28. März 1864 von Albert Marth entdeckt.